# Diplosynapsis halterata
Diplosynapsis halterata là một loài ruồi trong họ Asilidae. Diplosynapsis halterata được Enderlein miêu tả năm 1914. Loài này phân bố ở vùng Tân nhiệt đới.